# Акуленко Валерій Вікторович
Вале́рій Ві́кторович Аку́ленко (25 липня 1925, Харків — 20 липня 2007, Київ) — український мовознавець. Доктор філологічних наук (1973). Професор (1974). Член-кореспондент НАН України (від 1988 року). Заслужений діяч науки і техніки України (1998).

## Життєпис
Народився 25 липня 1925 року в Харкові. У 1948 році закінчив Харківський університет, тоді ж — Харківський педагогічний інститут іноземних мов.
У 1948—1955 роках працював у Харківському інженерно-економічному інституті.
У 1955—1981 роках працював у Харківському університеті: у 1955—1963 роках — завідувач кафедри англійської мови, у 1963—1981 роках — завідувач кафедри загального та прикладного мовознавства.
У 1977—1979 роках був радником міністра освіти Куби та директором Гаванської філії Інституту російської мови.
З 1981 року — директор Центру наукових досліджень та викладання іноземних мов НАН УКраїни. Від 1998 року — також ректор Київського інституту перекладачів.
15 січня 1988 року Акуленка обрали членом-кореспондентом АН УРСР. Спеціальність: мовознавство, германські мови.
У 1975—1991 роках був постійним представником СРСР у термінологічному комітеті Міжнародної стандартизаційної організації (ISO TC-37).
Помер у Києві 20 липня 2007 року, не доживши п'яти днів до свого 82-го дня народження. Похований на Байковому кладовищі (ділянка № 33). 

## Наукова діяльність
Акуленко працював у галузі загального типолого-контрастивного мовознавства, соціолінгвістики, германістики, славістики. Йому належить пріоритет у створенні концепції інтерлінгвістичних елементів у мовах світу.
Українську мову Акуленко розглядав у зв'язках з іншими слов'янськими мовами в європейсько-американському мовному арсеналі.
Акуленку належать такі праці:
- «Питання інтернаціоналізації словникового складу мови» (1972, російською мовою),
- «Короткий історичний вступ до мовознавства» (1979, іспанською мовою).

Співавтор і редактор монографій:
- «Інтернаціональні елементи в лексиці і термінології» (1980)
- «Категорія часокількості в сучасних європейських мовах» (1990) та ін.